# Scisma foziano
Lo scisma foziano fu uno scisma durato quattro anni (863–867) tra due sedi episcopali, la Santa Sede e il Patriarcato ecumenico di Costantinopoli.
In discussione era la pretesa del Papa sulla giurisdizione in Oriente, non accuse di eresia. Lo scisma sorse, in gran parte, come una lotta per il controllo ecclesiastico dei Balcani meridionali e a causa di uno scontro di personalità tra i capi delle due chiese, entrambi eletti nel 858: entrambi conclusero il loro regno nell'867, per sopraggiunta morte nel caso del Papa e a seguito della prima delle due deposizioni per il Patriarca. Lo scisma foziano differiva quindi da quello che si verificò nell'XI secolo, quando l'autorità del Papa come primus inter pares venne contestata sulla base di aver perso tale autorità attraverso l'eresia.

## Inizi

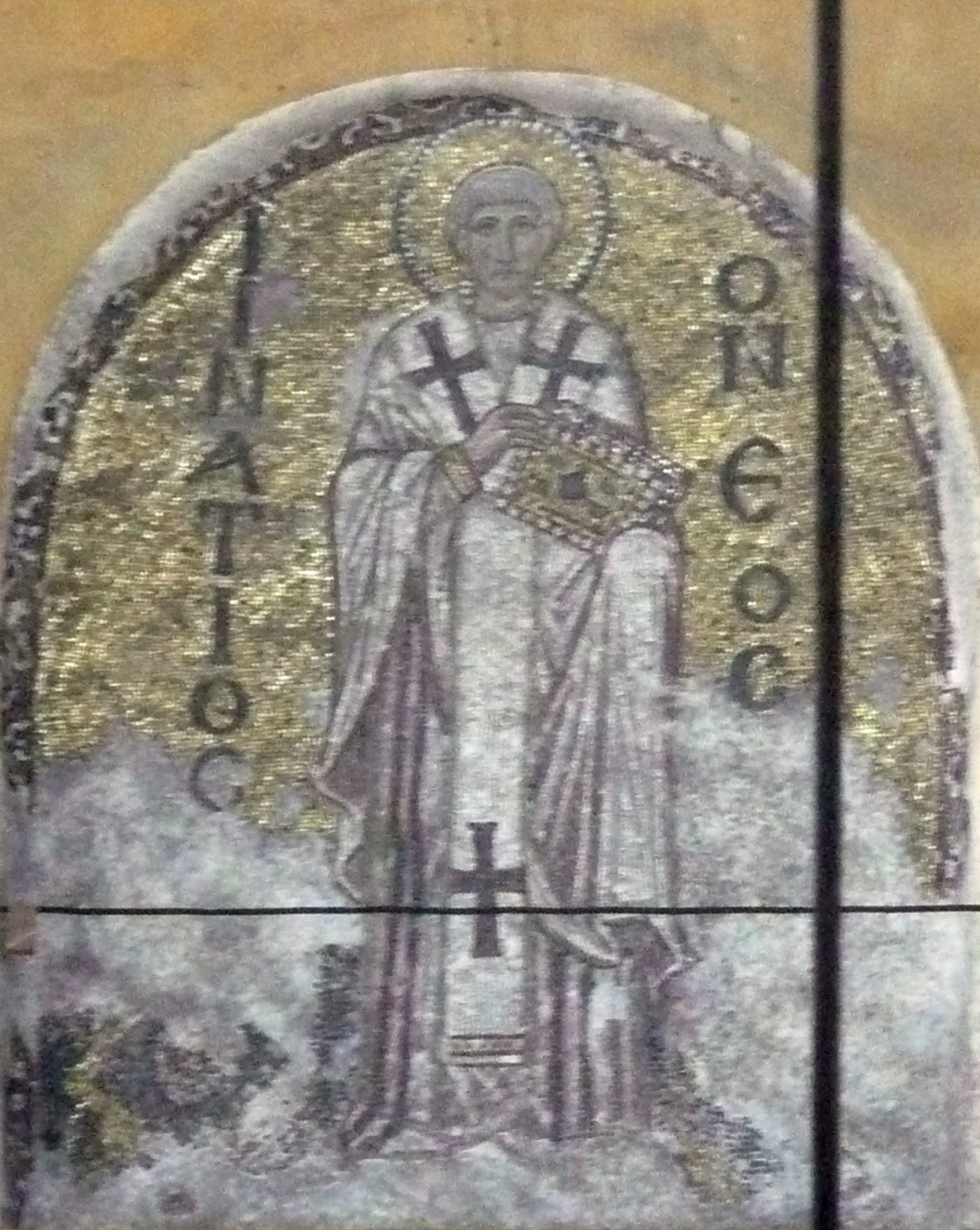
Ignatius nella Basilica di Santa Sofia ad Istanbul.

Nell'858 il patriarca Ignazio I di Costantinopoli, che era patriarca dall'847, venne deportato dall'imperatore bizantino Michele III e da suo zio Bardas con il sospetto che fosse in combutta con i loro oppositori, e potrebbe essersi dimesso, anche se alcuni storici dicono che si sarebbe rifiutato. Venne eletto al suo posto il laico Fozio e velocemente consacrato vescovo, entro una settimana, in contrasto con il diritto canonico ma non senza precedenti a Costantinopoli. Uno dei vescovi consacranti fu Gregorio Asbesta di Siracusa, che Ignazio aveva condannato e deposto. Quando alcuni vescovi e la maggior parte dei monasteri (tra i quali quello di Studion) rifiutarono di riconoscerlo, Fozio indisse un sinodo, nel 859, che dichiarò Ignazio decaduto.
Nel 860, l'imperatore Michele III invitò Papa Niccolò I ad inviare dei legati a Costantinopoli che avrebbero dovuto chiarire ulteriormente la dottrina cattolica sulle icone.  Il Papa decise di inviare dei legati e scrisse a Fozio, esprimendo soddisfazione per la sua professione ortodossa di fede, rimproverando la sua frettolosa consacrazione canonica, ma dicendo che, se l'esame dei legati sulla condotta di Ignazio avesse sostenuto le accuse, avrebbe accettato Fozio come patriarca, riservando il giudizio a se stesso. Superando i loro poteri e, forse, sotto la pressione della corte imperiale, i legati parteciparono, nell'861, ad un sinodo a Costantinopoli, che decise a favore di Fozio, ma Nicola rinnegò la loro scelta, e nell'863 tenne un sinodo a Roma, che annullò gli atti di quello dell'861 a Costantinopoli, condannando Fozio e reintegrando Ignazio.

## Complicazioni bulgare

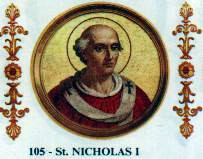
Papa Niccolò I

In risposta a una dura lettera dell'imperatore, Niccolò dichiarò, nel 865, che era pronto a riaprire il caso. Ma in questa fase scoppiò un rivalità in relazione ai Bulgari, il cui Khan aveva accettato il cristianesimo dai Bizantini, dopo una breve guerra che aveva provocato la sua conversione e la promessa di far convertire il suo popolo. Incontrando il rifiuto di Fozio ad avere un patriarca separato per questi nuovi cristiani, Khan Boris I aveva invitato i missionari latini. Nell'867, Fozio attaccò questi latini per l'aggiunta del Filioque al Credo niceno. Non fece questa accusa contro la Chiesa occidentale nel suo complesso, tanto meno contro Roma, che in quel momento non aveva accettato questa aggiunta al Credo. Solo verso la fine del XIII secolo, quando il Filioque divenne centrale nelle polemiche bizantine, le sue argomentazioni vennero adottate e pochi si erano riferiti ad esse fino a quel momento.
Con l'approvazione dell'imperatore, che temeva ciò che veniva visto come un anticipo di Franchi vicini alla sua capitale, Fozio invitò i patriarchi di Alessandria, Antiochia e Gerusalemme ad incontrarsi a Costantinopoli e pronunciarsi su questo "sconfinamento". Questo sinodo dell'867 Sinodo si assunse il grave compito di condannare Papa Niccolò come eretico e dichiarò la sua deposizione.
Khan Boris I di Bulgaria avrebbe ulteriormente complicare i rapporti tra Roma e Costantinopoli avvicinandosi a Papa Niccolò. Fozio era a conoscenza degli approcci di Boris e cercò di alleviare la sua mente su come essere un capo cristiano scrivendogli sui doveri di un principe. Boris aveva anche fatto al Papa 115 domande, alle quali papa Niccolò rispose in Responsa Nicolai papae I. ad consulta Bulgarorum (Le risposte di papa Niccolò I alle domande dei Bulgari). Tuttavia, a causa del rifiuto da parte del Papa di nominare Formoso come arcivescovo della Bulgaria, il khan, ancora una volta si rivolse a Bisanzio, che gli concesse lo status di Bulgaria autocefala durante il IV Concilio di Costantinopoli.

## Conclusione
Niccolò morì prima che la notizia di questa azione raggiungesse Roma. Nello stesso anno, l'imperatore Michele III fu ucciso e il suo assassino e successore Basilio I depose Fozio, sostituendolo con Ignazio. Dopo la morte o la deposizione dei due protagonisti, i loro successori ristabilirono la comunione, mettendo così fine allo scisma, anche se non alle dispute tra le due chiese.
Ignazio accolse le pretese bizantine sulla Bulgaria non con minore intensità di Fozio e quando morì, nel 877, Fozio venne nominato nuovamente patriarca. Papa Giovanni VIII fu più flessibile di Niccolò I e ad un concilio a Costantinopoli nel 879-880 i suoi legati confermarono l'accettazione di Fozio come patriarca e accettarono un accordo per cui Roma aveva l'autorità nominale sulla Bulgaria, ma la competenza reale era nelle mani di Costantinopoli. La Bulgaria sarebbe rimasta autocefala fino al 927, quando fu elevata a Patriarcato durante gli accordi di pace con l'impero bizantino.
Più a nord della Bulgaria, in Grande Moravia, i santi Cirillo e Metodio, che erano stati mandati dall'imperatore Michele e Fozio, si schierarono con il Papa contro Fozio.